# Aulotortus
Aulotortus es un género de foraminífero bentónico de la subfamilia Aulotortinae, de la familia Involutinidae, del suborden Involutinina y del orden Involutinida. Su especie tipo es Aulotortus sinuosus. Su rango cronoestratigráfico abarca desde el Anisiense (Triásico medio) hasta el Jurásico medio.

## Clasificación
Aulotortus incluye a las siguientes especies:
- Aulotortus bronnimanni †
- Aulotortus columnaris †
- Aulotortus communis †
- Aulotortus friedli †
- Aulotortus gaschei †
- Aulotortus hubeiensis †
- Aulotortus jingshanensis †
- Aulotortus laxus †
- Aulotortus minimus †
- Aulotortus pokornyi †
- Aulotortus praegaschei †
- Aulotortus prosphaericus †
- Aulotortus regularis †
- Aulotortus sinuosus †
- Aulotortus tenuis †
- Aulotortus triangularis †
- Aulotortus tumidus †
- Aulotortus xintanensis †
- Aulotortus ziguiensis †

Otras especies consideradas en Aulotortus son:
- Aulotortus bakonyensis †, de posición genérica incierta
- Aulotortus eotriasicus †, de posición genérica incierta
- Aulotortus gibbus †, de posición genérica incierta

En Aulotortus se han considerado los siguientes subgéneros:
- Aulotortus (Paratrocholina), aceptado como género Aulotortus